# Asilus delicatula
Asilus delicatula là một loài ruồi trong họ Asilidae. Asilus delicatula được Hine miêu tả năm 1918. Loài này phân bố ở vùng Tân Bắc giới.